# Покотило Іван Григорович
Іван Григорович Покотило (1911–1945) — гвардії старший лейтенант Робітничо-селянської Червоної Армії, учасник німецько-радянської війни, Герой Радянського Союзу (1944).

## Біографія

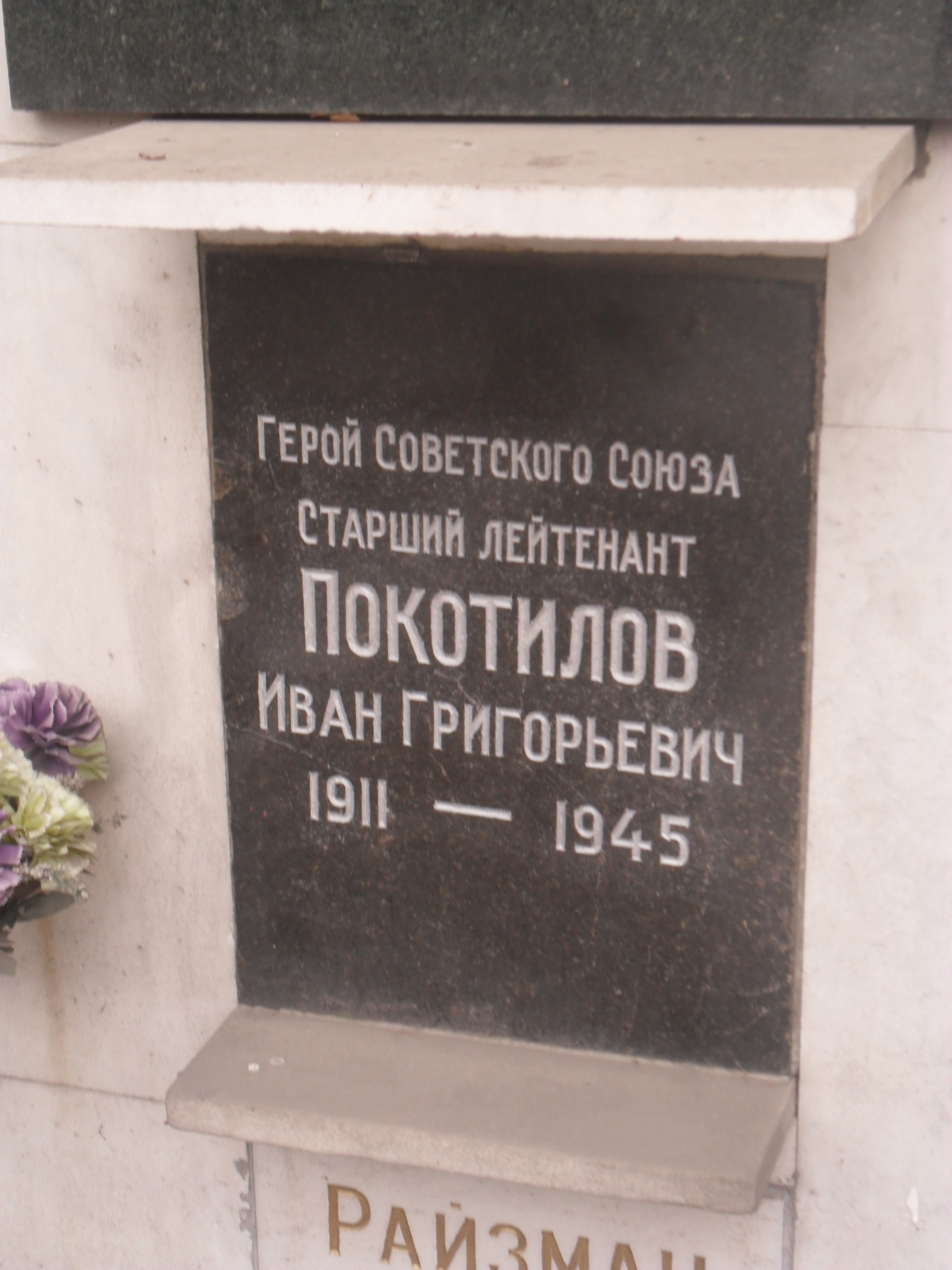
Плита колумбарію Покотілова на Новодівичому кладовищі Москви.

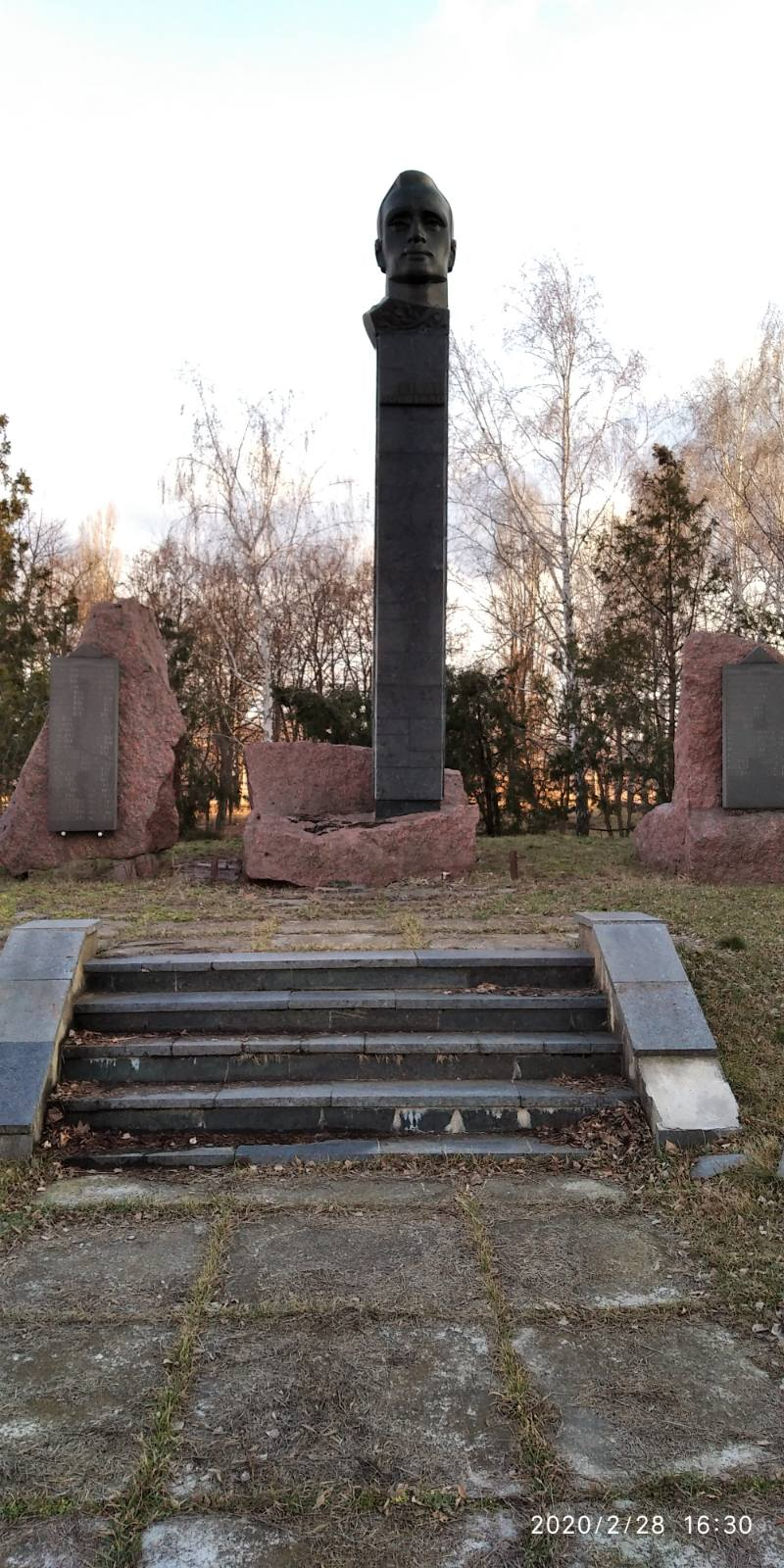
Пам'ятник у рідному
селі Дубинове

Іван Покотило народився 23 вересня 1911 року в селі Дубинове Тридубської волості Балтського повіту Подільської губернії (нині — Савранський район Одеської області України). Закінчив початкову школу. У 1930 році був призваний на службу в Робітничо-селянську Червону Армію. У 1938 році він закінчив курси молодших лейтенантів. З лютого 1943 року — на фронті Другої світової.
До листопада 1943 р. гвардії старший лейтенант Іван Покотило був старшим ад'ютантом мотострілецького кулеметного батальйону 55-ї гвардійської танкової бригади (7-го гвардійського танкового корпусу, 3-ї гвардійської танкової армії, 1-го Українського фронту). Відзначився під час звільнення Української РСР. У період з 4 по 14 листопада 1943 року сформований підрозділ Покотила діяв у ворожому тилу під Києвом і Попільнею, відбивши велику кількість німецьких контратак. У тих боях Покотило отримав поранення, але продовжував бої, успішно вивівши батальйон з ворожого оточення.
Указом Президії Верховної Ради СРСР від 10 січня 1944 року гвардії старший лейтенант Іван Покотило був удостоєний високого звання Героя Радянського Союзу з врученням ордена Леніна і медалі «Золота Зірка».
У наступних боях Покотило отримав важкі поранення, від яких помер в госпіталі 13 січня 1945 року. Його прах похований в колумбарії Новодівичого кладовища Москви.

## Нагороди
Був нагороджений орденами Червоного Прапора, Вітчизняної війни 2-го ступеня і Червоної Зірки.